# Varicorhinus steindachneri
Varicorhinus steindachneri is een straalvinnige vissensoort uit de familie van de eigenlijke karpers (Cyprinidae). De wetenschappelijke naam van de soort is voor het eerst geldig gepubliceerd in 1910 door George Albert Boulenger en verwijst naar de bekende ichtyoloog Franz Steindachner.